# La Mata de los Olmos
La Mata de los Olmos är en ort i Spanien.   Den ligger i provinsen Provincia de Teruel och regionen Aragonien, i den östra delen av landet, 270 km öster om huvudstaden Madrid. La Mata de los Olmos ligger 907 meter över havet och antalet invånare är 262.
Terrängen runt La Mata de los Olmos är kuperad åt sydväst, men åt nordost är den platt. Runt La Mata de los Olmos är det mycket glesbefolkat, med 5 invånare per kvadratkilometer. Närmaste större samhälle är Alcorisa, 12,1 km öster om La Mata de los Olmos. Omgivningarna runt La Mata de los Olmos är i huvudsak ett öppet busklandskap.